# Hanten
Hanten (袢纏 (Phán triền))  (cũng được viết là 半纏,半天 hay 袢天) là một loại áo khoác mùa đông ngắn và là một loại trang phục truyền thống của Nhật Bản. Hanten bắt đầu được mặc bởi thường dân vào thế kỷ 18 trong thời kỳ Edo của Nhật Bản (1603-1867).

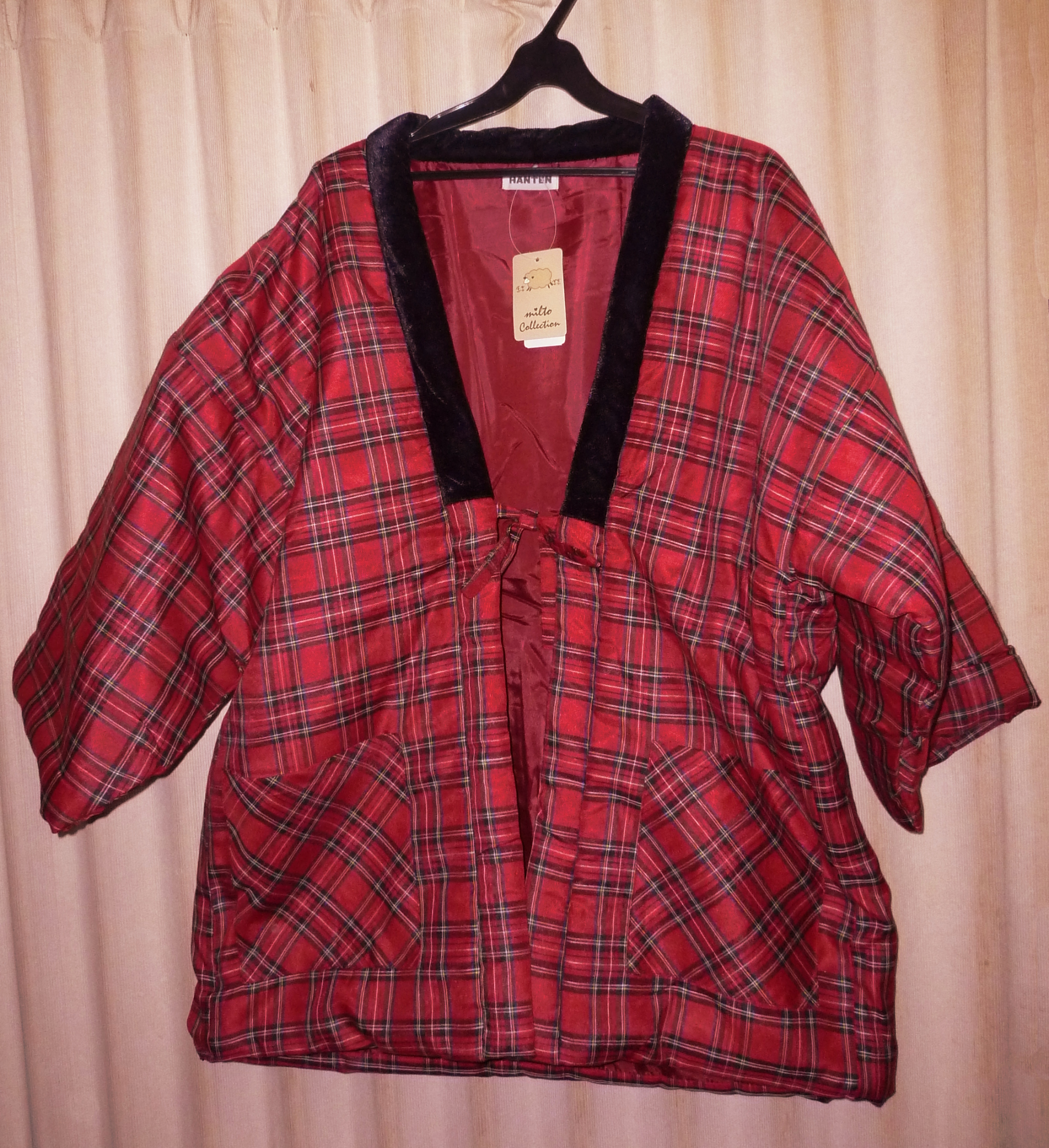
Một chiếc áo hanten đỏ được treo trên móc.

Hình dạng của hanten gần giống như noragi, một loại áo vá truyền thống và haori, được mặc bởi cả nam và nữ. Bề mặt và lớp lót của áo được đệm bằng lớp bông dày để giữ ấm. Cổ áo thường được làm bằng vải satin đen. Trên Hanten thường có hình gia huy hoặc các hình dạng được thiết kế kiểu khác.